# Aeroportul Powell River
Aeroportul Powell River (IATA: YPW, ICAO: CYPW) este un aeroport din Columbia Britanică, Canada.
Situat la o altitudine de 130 m, aeroportul dispune de o singură pistă. Este operat de Powell River⁠(d).